# Les Étoiles de Boulbinet
Les Étoiles de Boulbinet est un groupe de musique guinéen de genre traditionnelle.
Crée en 1997, Les Étoiles de Boulbinet est un groupe de musique traditionnelle guinéen. Les membres chantent en sousou et utilisent des instruments traditionnels tels que le balafon, guitare, kora, chœurs, castagnette, djembé, Gongoma, Batta.

## Biographie

### Début
Le groupe Les Étoiles de Boulbinet est fondé en 1997 par des jeunes de la ville de Conakry, il fut le premier groupe de musique traditionnelle urbain en Guinée.
Ce groupe est composé de plus d'une dizaine de membres dont les chanteurs sont : Abdoul Karim Camara et Mohamed Lamine Camara Bangaly Sylla et Ibrahima Sory Bangoura.
Leur musique s'inscrit dans le folklore principale de la Basse Guinée, les membres utilisent des instruments fabriqués manuellement.
Bien qu'ils soient peu connus à l'international, les Étoiles de Boulbinet sont aimés par les guinéens à travers leur musique pleine de messages.

## Album
Les Étoiles de Boulbinet sortent leur premier album waa Mali en 1997. Ils sortent également plusieurs autres albums comme Garafiri Barage en 2000, Contrôlez en 2004,.